# 國立清華大學台北政經學院
國立清華大學台北政經學院，簡稱台北政經學院、TSE，為國立清華大學的學院之一，由財團法人台北政經學院基金會捐助成立。招生對象為本地與外籍研究生，並以全英語進行授課。

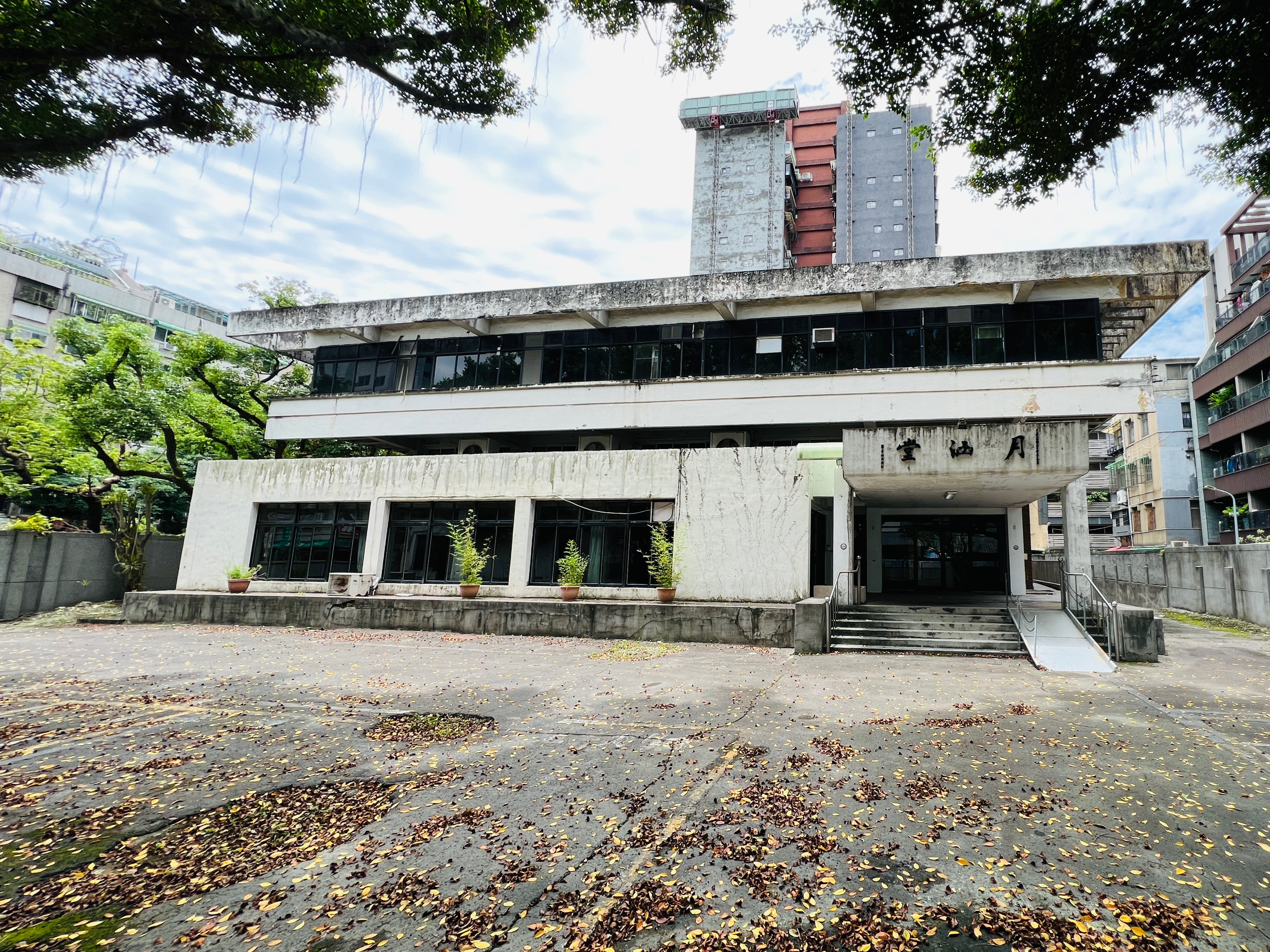
位於台北市大安區的月涵堂，為台北政經學院校舍基地

## 沿革

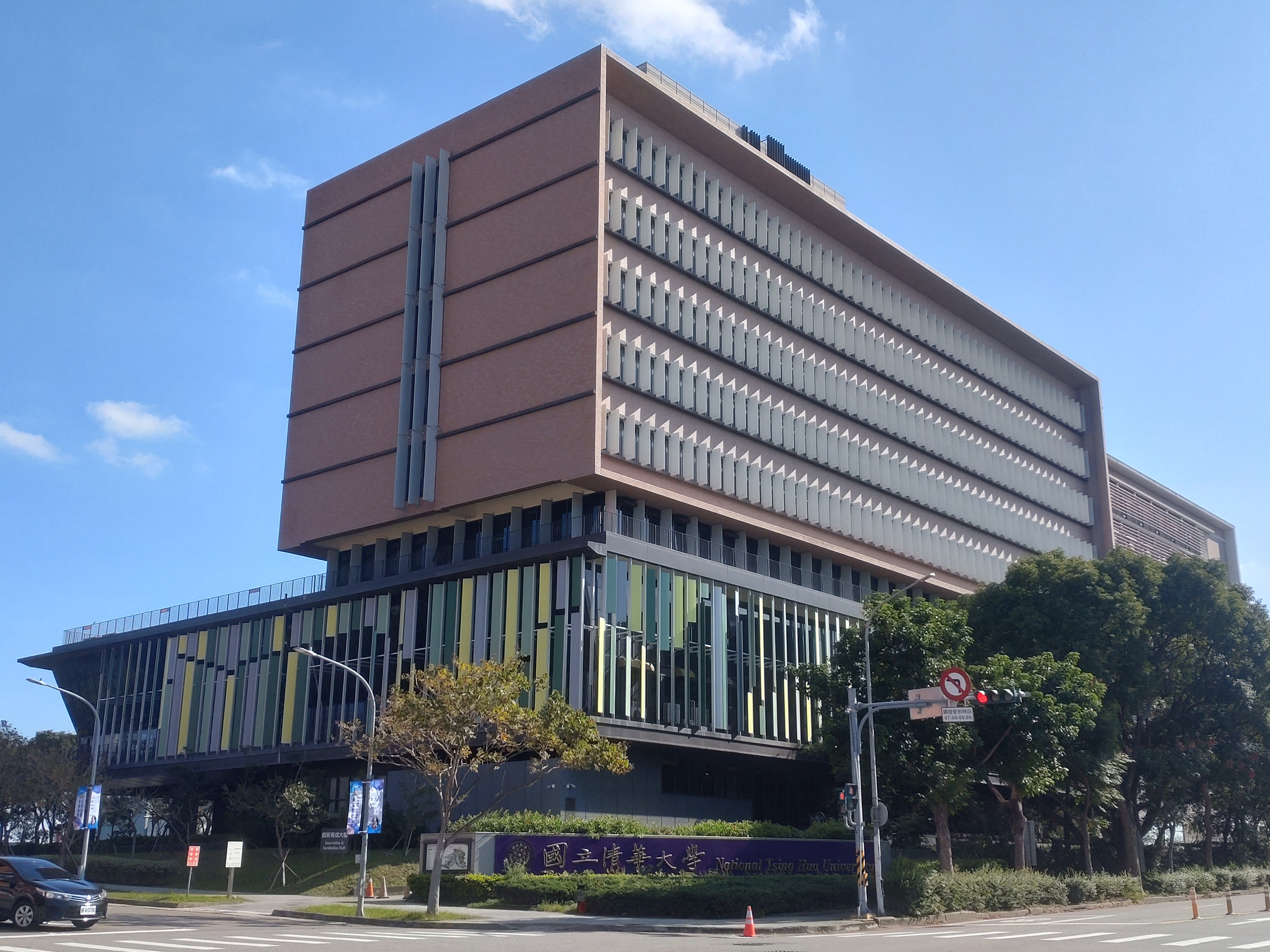
台北政經學院初設立於新竹清大校本部創新育成大樓至今

- 2020年5月，財團法人台北政經學院基金會與國立清華大學簽署捐贈合約書。基金會承諾將以台灣企業家林陳海先生捐贈予該基金會之新台幣30億元提供經費支援，由國立清華大學設立「台北政經學院」。[1]
- 2020年6月，國立清華大學校務會議通過設立「台北政經學院」，為該校第十個學院。
- 2022年，「台北政經學院政治經濟碩士班」與「台北政經學院政治經濟博士班」經教育部核准設立。
- 2024年3月，國立清華大學月涵堂遷移修復暨臺北政經學院大樓工程開工，預計於2027年完工。該工程預算為新台幣9.3億元，由財團法人台北政經學院基金會出資，將在完工後捐贈予國立清華大學，並由該校台北政經學院、推廣教育中心及華語中心等單位使用。[2][3][4]

## 外部連結
- 國立清華大學台北政經學院官網